# Індукта
Індукта (лат. inducto — ввожу) — митний податок, що збирався з купців за привезені товари у Гетьманщину в 2-й половині 17 — 1-й половині 18 століття.
Право на його одержання передавалося за відкуп. Існував поряд з евектою. Скасований указом імператриці Єлизавети Петрівни від 5 січня 1754 про ліквідацію митних кордонів на українських землях, що входили до Російської імперії. Фактично ж це було зроблено для того, щоб полегшити російському, а також іноземному торговому люду вихід на українські ринки.